# 금호문
"금호문"(金虎門)은 한국에서 제작된 김선경 감독의 1977년 액션 영화이다. 왕호 등이 주연으로 출연하였고 강대진 등이 제작에 참여하였다.

## 출연

### 주연
- 왕호
- 김정란
- 현길수
- 최민규

## 기타
- 조명: 조기남
- 미술: 김성배